# Iznájar
Iznájar település Spanyolországban, Córdoba tartományban. Iznájar Rute, Priego de Córdoba, Algarinejo, Loja, Villanueva de Tapia, Villanueva de Algaidas és Cuevas de San Marcos községekkel határos. Lakosainak száma 3739 fő (2024).

## Népesség
A település népessége az elmúlt években az alábbi módon változott:
| Lakosok száma | 4964 | 4907 | 4865 | 4740 | 4736 | 4637 | 4461 | 4261 | 4106 | 3739 |
|               | 2001 | 2004 | 2006 | 2009 | 2011 | 2014 | 2016 | 2019 | 2021 | 2024 |